# Nataly von Eschstruth
Nataly (Natalie) Auguste Karline Amalie Hermine von Eschstruth, asszonynevén Nataly von Knobelsdorff-Brenkenhoff (Hofgeismar, Hesseni Választófejedelemség, 1860. május 17. – Schwerin, Mecklenburg, 1939. december 1.) német írónő.  

## Élete
Hermann von Eschstruth (1829–1900) és Amalie Freiin Schenck zu Schweinsberg (1836-1914) lánya. Hofgeismarban, Merseburgban és Berlinben töltötte gyermekkorát, utóbbi helyen adták ki első költeményeit. 1890. február 23-án Berlinben házasságot kötött Franz von Knobelsdorff-Brenkenhoffal (1857–1903). Színművei csekély sikert arattak, annál nagyobbat regényei, melyeknek tárgyát többnyire a felsőbb társadalmi osztályok köréből merítette. 

## Művei
- Der kleine Rittmeister, Berlin, 1883
- Pirmasenz oder Karl Augusts Brautfahrt, Berlin, 1883
- Die Ordre des Grafen von Guise, Berlin, 1884
- Wolfsburg, Stuttgart, 1885
- Der Irrgeist des Schlosses, Berlin, 1886
- Gänseliesel, Jena, 1886
- Humoresken, Berlin, 1886
- Katz' und Maus, Berlin, 1886
- Polnisch Blut, Jena, 1887
- Potpourri, Dresden, 1887
- Wegekraut, Dresden, 1887
- Die Erlkönigin. Zauberwasser, Jena, 1888
- Hazard, Jena, 1888
- Wandelbilder, Jena, 1888
- Hofluft, Berlin, 1889
- Verbotene Früchte und andere Erzählungen, Jena, 1889
- Im Schellenhemd, Jena, 1890
- Sternschnuppen, Berlin, 1890
- Der Mühlenprinz, Jena, 1891
- Comödie!, Jena, 1892
- Scherben, Leipzig, 1893
- Die Haidehexe und andere Novellen, Jena, 1894
- In Ungnade, Leipzig, 1894
- Ungleich!, Jena, 1894
- Von Gottes Gnaden, Jena, 1894
- Johannisfeuer, Leipzig, 1895
- Sturmnixe und andere Dramen, Leipzig, 1895
- Der Stern des Glücks, Leipzig, 1896
- Jung gefreit, Leipzig, 1897
- Spuk, Leipzig, 1897
- Der Majoratsherr, Leipzig, 1898
- Mondscheinprinzeßchen, Leipzig, 1898
- Der verkannte Puttfarken, Berlin, 1899
- Die Regimentstante, Leipzig, 1899
- Frühlingsstürme, Leipzig, 1899
- Aus vollem Leben, Leipzig, 1900
- Nachtschatten, Leipzig, 1900
- Spukgeschichten und andere Erzählungen, Leipzig, 1900
- Am Ziel, Leipzig, 1901
- Osterglocken, Berlin, 1901
- Regenwetter, Berlin, 1901
- Sonnenfunken, Leipzig, 1901
- Der verlorene Sohn, Leipzig, 1902
- Die Bären von Hohen-Esp, Leipzig, 1902
- Unerklärliches, Berlin, 1902
- Am See, Leipzig, 1903
- Die Laune der Gräfin, Wolfenbüttel, 1904
- Jedem das Seine, Leipzig, 1904
- Am Ende der Welt, Leipzig, 1905
- Frieden, Leipzig, 1905
- Die Ordre des Grafen von Guise. Symone, Leipzig, 1910
- Die Roggenmuhme, Leipzig, 1910
- Die Gauklerin, Berlin, 1911
- Vae victis, Schwerin, 1911
- Das Rodeltantchen, Schwerin, 1912
- Eine unheimliche Torte und andere Erzählungen, Leipzig, 1913
- Heckenrosen und andere Erzählungen, Leipzig, 1913
- Junge Liebe und andere Erzählungen, Leipzig, 1913
- Pagenstreiche und andere Erzählungen, Leipzig, 1913
- Plappermäulchen und andere Erzählungen, Leipzig, 1913
- Zauberwasser und andere Erzählungen, Leipzig, 1913
- Sehnsucht, Leipzig, 1917
- Bräutigam und Braut, Leipzig, 1920
- Ewige Jugend, Leipzig, 1920
- Ein Stein auf der Straße, Leipzig, 1921
- Ende gut – alles gut, Leipzig, 1921
- Im Spukschloß Monbijou, Leipzig, 1921
- Lebende Blumen, Leipzig, 1921
- Halali!, Leipzig, 1922
- Lichtfalter, Leipzig, 1922
- Der fliegende Holländer, Leipzig, 1925
- Erlöst, Leipzig, 1926

## Magyarul
- Lengyel vér. Regény. 1-4. köt.; ford. Kövér Ilma; Sachs, Bp., 1907
- Tündérkirálynő; ford. Sárosi Bella; Singer-Wolfner, Bp., 1909 (Egyetemes regénytár)
- Udvari levegő. Regény; ford. Faragó László; Hajnal, Bp., 191?
- A malomherceg. Regény; ford. Kövér Ilma; Magyar Kereskedelmi Közlöny, Bp., 1910 k.
- Udvari levegő. 1-3 köt.; ford. Kézméndyné Novelli Riza; Singer-Wolfner, Bp., 1917 (Egyetemes regénytár)
- Gyerekasszony. Regény; ford. Benedek Rózsi, Faragó László; Hajnal, Bp., 192?
- A tékozló fiú. Regény; ford. Benedek Rózsi; Világirodalom, Bp., 192? (Nataly von Eschstruth regényei)
- Árvácska. Regény; ford. Altay Margit; Világirodalom, Bp., 192? (Eschstruth regényei)
- Lengyelvér. Regény; ford. Benedek Rózsi, Pogány Elza; Hajnal, Bp., 1921
- Zsugori néne. Regény; ford. Pogány Elza; Hajnal, Bp., 1923
- Kegyvesztetten. Regény; ford. Benedek Mária, Rózsi; Hajnal, Bp., 1923
- Hohen-Esp. Regény; ford. Faragó László; Hajnal, Bp., 1923
- Hazárd. Regény; ford. Wildner Ödön; Hajnal, Bp., 1924
- Vadrózsa. Regény; ford. Wildner Ödön; Hajnal, Bp., 1924
- Örök ifjúság. Regény; ford. Benedek Rózsi; Hajnal, Bp., 1924
- A boldogság csillaga. Regény; ford. Petneházy Emma; Hajnal, Bp., 1925
- Magamért szeressen. A majorátus. Regény; ford. Házsongárdy Gábor; Hajnal, Bp., 1925
- Akik egymásra találtak. Regény fiatal leányok számára; ford. Házsongárdy Gábor; Hajnal, Bp., 1926
- Diadal. Regény; ford. Benedek Mária; Hajnal, Bp., 1928
- A Medvevár lovagja. Regény; ford. Faragó László; Világirodalom, Cegléd, 1928
- Magamért szeressen; Házsongárdy Gábor ford. átdolg.; Új Esély, Bp., 1992 (Eschstruth regények)
- Gyerekasszony; Faragó László ford. átdolg.; Új Esély, Bp., 1992 (Eschstruth regények)
- Margret nővér. A szív szava. Regény; ford. Altay Margit, átdolg. Horváth Lilla; Kisalföld, Győr, 1992 (Árvácska címen is)
- Vadrózsa; ford. Wildner Ödön; Új Esély, Bp., 1992 (Eschstruth regények)
- A Medvevár lovagja. Regény; ford. Faragó László; Ékezet, Bp., 1993

## Fordítás
- Ez a szócikk részben vagy egészben  a   Nataly von Eschstruth című német Wikipédia-szócikk fordításán alapul.  Az eredeti cikk szerkesztőit annak laptörténete sorolja fel. Ez a jelzés csupán a megfogalmazás eredetét és a szerzői jogokat jelzi, nem szolgál a cikkben szereplő információk forrásmegjelöléseként.